# Groupe H des éliminatoires de la zone Europe de la Coupe du monde de football 2022
Navigation
Groupe G Groupe I
Le groupe H de la zone Europe des éliminatoires de la Coupe du monde de football 2022 est l'un des dix groupes de la zone Europe des éliminatoires de la Coupe du monde, tournoi pour décider quelles équipes se qualifieront pour la phase finale Coupe du monde de football 2022 au Qatar. Le groupe H se compose de six équipes : la Croatie, la Slovaquie, la Russie, le Slovénie, Chypre et Malte. Les équipes s'affronteront à domicile et à l'extérieur dans un tournoi toutes rondes.
La Croatie, vainqueur du groupe se qualifie directement pour la phase finale de la Coupe du monde, tandis que le deuxième, la Russie accède aux barrages européens à douze équipes, dont trois gagneront leur place au Mondial 2022.

## Classement
| Rang | Équipe    | Pts | J  | G | N | P | Bp | Bc | Diff |  | Résultats (▼ dom., ► ext.) |     |     |     |     |     |     |
| ---- | --------- | --- | -- | - | - | - | -- | -- | ---- |  | -------------------------- | --- | --- | --- | --- | --- | --- |
| 1    | Croatie   | 23  | 10 | 7 | 2 | 1 | 21 | 4  | +17  |  | Croatie                    |     | 1-0 | 2-2 | 3-0 | 1-0 | 3-0 |
| 2    | Russie    | 22  | 10 | 7 | 1 | 2 | 19 | 6  | +13  |  | Russie                     | 0-0 |     | 1-0 | 2-1 | 6-0 | 2-0 |
| 3    | Slovaquie | 14  | 10 | 3 | 5 | 2 | 17 | 10 | +7   |  | Slovaquie                  | 0-1 | 2-1 |     | 2-2 | 2-0 | 2-2 |
| 4    | Slovénie  | 14  | 10 | 4 | 2 | 4 | 13 | 12 | +1   |  | Slovénie                   | 1-0 | 1-2 | 1-1 |     | 2-1 | 1-0 |
| 5    | Chypre    | 5   | 10 | 1 | 2 | 7 | 4  | 21 | -17  |  | Chypre                     | 0-3 | 0-2 | 0-0 | 1-0 |     | 2-2 |
| 6    | Malte     | 5   | 10 | 1 | 2 | 7 | 9  | 30 | -21  |  | Malte                      | 1-7 | 1-3 | 0-6 | 0-4 | 3-0 |     |

## Matchs
Le calendrier des rencontres a été confirmé par l'UEFA le 8 décembre 2020, le lendemain du tirage au sort,,. Les heures sont CET et CEST, selon la liste de l'UEFA (les heures locales, si différentes, sont entre parenthèses).
| 1re journée        | Chypre                     | 0 - 0                         | Slovaquie | GSP Stadium, Nicosie                                       |                                                            |
| 24 mars 2021 20h45 |                            |                               |           | Spectateurs : 0 (huis-clos) Arbitrage : Aleksandar Stavrev | Spectateurs : 0 (huis-clos) Arbitrage : Aleksandar Stavrev |
| 24 mars 2021 20h45 | Demetriou 67e · Píttas 75e | Rapport (FIFA) Rapport (UEFA) |           | Spectateurs : 0 (huis-clos) Arbitrage : Aleksandar Stavrev | Spectateurs : 0 (huis-clos) Arbitrage : Aleksandar Stavrev |

|       | Malte          | 1 - 3                         | Russie                                    | Ta' Qali Stadium, Ta' Qali                               |                                                          |
| 20h45 | Mbong 56e      | (0 - 2)                       | 23e Dziouba · 35e Fernandes · 90e Sobolev | Spectateurs : 0 (huis-clos) Arbitrage : Peter Kjaesgaard | Spectateurs : 0 (huis-clos) Arbitrage : Peter Kjaesgaard |
| 20h45 | Corbalan 90+2e | Rapport (FIFA) Rapport (UEFA) | 62e Jemaletdinov                          | Spectateurs : 0 (huis-clos) Arbitrage : Peter Kjaesgaard | Spectateurs : 0 (huis-clos) Arbitrage : Peter Kjaesgaard |

|       | Slovénie                | 1 - 0                         | Croatie                                                            | Stadion Stožice, Ljubljana                                  |                                                             |
| 20h45 | Lovrić 15e              | (1 - 0)                       |                                                                    | Spectateurs : 0 (huis-clos) Arbitrage : Antonio Mateu Lahoz | Spectateurs : 0 (huis-clos) Arbitrage : Antonio Mateu Lahoz |
| 20h45 | Kurtić 61e · Mevlja 77e | Rapport (FIFA) Rapport (UEFA) | 24e Barišić · 35e Brozović · 65e Vrsaljko · 68e Vida · 76e Budimir | Spectateurs : 0 (huis-clos) Arbitrage : Antonio Mateu Lahoz | Spectateurs : 0 (huis-clos) Arbitrage : Antonio Mateu Lahoz |

| 2e journée         | Russie                                           | 2 - 1                         | Slovénie                 | Stade olympique Ficht, Sotchi                   |                                                 |
| 27 mars 2021 15h00 | Dziouba 16e 35e                                  | (2 - 1)                       | 36e Iličić               | Spectateurs : 13 008 Arbitrage : Marco Di Bello | Spectateurs : 13 008 Arbitrage : Marco Di Bello |
| 27 mars 2021 15h00 | Golovine 11e · Koudriachov 43e · Mirantchouk 77e | Rapport (FIFA) Rapport (UEFA) | 12e Mevlja · 89e Zahovič | Spectateurs : 13 008 Arbitrage : Marco Di Bello | Spectateurs : 13 008 Arbitrage : Marco Di Bello |

|       | Croatie                                      | 1 - 0                         | Chypre | Stade Rujevica, Rijeka                                |                                                       |
| 18h00 | Pašalić 40e                                  | (1 - 0)                       |        | Spectateurs : 0 (huis-clos) Arbitrage : Kristo Tohver | Spectateurs : 0 (huis-clos) Arbitrage : Kristo Tohver |
| 18h00 | Ćaleta-Car 48e · Perišić 69e · Kovačić 90+3e | Rapport (FIFA) Rapport (UEFA) |        | Spectateurs : 0 (huis-clos) Arbitrage : Kristo Tohver | Spectateurs : 0 (huis-clos) Arbitrage : Kristo Tohver |

|       | Slovaquie                  | 2 - 2                         | Malte                       | Stade Antona Malatinského, Trnava                      |                                                        |
| 20h45 | Strelec 49e · Škriniar 53e | (0 - 2)                       | 16e Gambin · 20e Satariano  | Spectateurs : 0 (huis-clos) Arbitrage : Harald Lechner | Spectateurs : 0 (huis-clos) Arbitrage : Harald Lechner |
| 20h45 | Ďuriš 40e · Koscelník 54e  | Rapport (FIFA) Rapport (UEFA) | 23e Camenzuli · 85e Bonello | Spectateurs : 0 (huis-clos) Arbitrage : Harald Lechner | Spectateurs : 0 (huis-clos) Arbitrage : Harald Lechner |

| 3e journée         | Chypre     | 1 - 0                         | Slovénie                | GSP Stadium, Nicosie                                   |                                                        |
| 30 mars 2021 18h00 | Píttas 42e | (1 - 0)                       |                         | Spectateurs : 0 (huis-clos) Arbitrage : Andreas Ekberg | Spectateurs : 0 (huis-clos) Arbitrage : Andreas Ekberg |
| 30 mars 2021 18h00 |            | Rapport (FIFA) Rapport (UEFA) | 38e Iličić · 47e Kurtić | Spectateurs : 0 (huis-clos) Arbitrage : Andreas Ekberg | Spectateurs : 0 (huis-clos) Arbitrage : Andreas Ekberg |

|       | Croatie                                       | 3 - 0                         | Malte | Stade Rujevica, Rijeka                                 |                                                        |
| 20h45 | Perišić 62e · Modrić 76e (pen.) · Brekalo 90e | (0 - 0)                       |       | Spectateurs : 0 (huis-clos) Arbitrage : Lionel Tschudi | Spectateurs : 0 (huis-clos) Arbitrage : Lionel Tschudi |
| 20h45 | Vida 81e · Vlašić 90+2e                       | Rapport (FIFA) Rapport (UEFA) |       | Spectateurs : 0 (huis-clos) Arbitrage : Lionel Tschudi | Spectateurs : 0 (huis-clos) Arbitrage : Lionel Tschudi |

|       | Slovaquie              | 2 - 1                         | Russie                         | Stade Antona Malatinského, Trnava                               |                                                                 |
| 20h45 | Škriniar 38e · Mak 74e | (1 - 0)                       | 71e Fernandes                  | Spectateurs : 0 (huis-clos) Arbitrage : Carlos del Cerro Grande | Spectateurs : 0 (huis-clos) Arbitrage : Carlos del Cerro Grande |
| 20h45 | Hromada 45+3e          | Rapport (FIFA) Rapport (UEFA) | 17e Jemaletdinov · 32e Dziouba | Spectateurs : 0 (huis-clos) Arbitrage : Carlos del Cerro Grande | Spectateurs : 0 (huis-clos) Arbitrage : Carlos del Cerro Grande |

| 4e journée               | Malte                                  | 3 - 0                         | Chypre                        | Ta' Qali Stadium, Ta' Qali                                                        |                                                                                   |
| 1er septembre 2021 20h45 | Attard 44e 54e · J. Mbong 46e          | (1 - 0)                       |                               | Spectateurs : 2 686 Arbitrage : Fabio Maresca Arbitre vidéo : Massimiliano Irrati | Spectateurs : 2 686 Arbitrage : Fabio Maresca Arbitre vidéo : Massimiliano Irrati |
| 1er septembre 2021 20h45 | J. Mbong 18e · Shaw 50e · P. Mbong 58e | Rapport (FIFA) Rapport (UEFA) | 40e Soteriou · 45+4e Papoulis | Spectateurs : 2 686 Arbitrage : Fabio Maresca Arbitre vidéo : Massimiliano Irrati | Spectateurs : 2 686 Arbitrage : Fabio Maresca Arbitre vidéo : Massimiliano Irrati |

|       | Russie                         | 0 - 0                         | Croatie | Stade Loujniki, Moscou                                                          |                                                                                 |
| 20h45 |                                |                               |         | Spectateurs : 18 708 Arbitrage : Roi Reinshreiber Arbitre vidéo : Orel Grinfeld | Spectateurs : 18 708 Arbitrage : Roi Reinshreiber Arbitre vidéo : Orel Grinfeld |
| 20h45 | Barinov 35e · Tcherychev 90+4e | Rapport (FIFA) Rapport (UEFA) |         | Spectateurs : 18 708 Arbitrage : Roi Reinshreiber Arbitre vidéo : Orel Grinfeld | Spectateurs : 18 708 Arbitrage : Roi Reinshreiber Arbitre vidéo : Orel Grinfeld |

|       | Slovénie                        | 1 - 1                         | Slovaquie                | Stadion Stožice, Ljubljana                                                      |                                                                                 |
| 20h45 | Stojanović 42e                  | (1 - 1)                       | 32e Boženík              | Spectateurs : 4 034 Arbitrage : István Kovács Arbitre vidéo : Christian Dingert | Spectateurs : 4 034 Arbitrage : István Kovács Arbitre vidéo : Christian Dingert |
| 20h45 | Iličić 66e · Gnezda Čerin 90+3e | Rapport (FIFA) Rapport (UEFA) | 73e Schranz · 90+5e Duda | Spectateurs : 4 034 Arbitrage : István Kovács Arbitre vidéo : Christian Dingert | Spectateurs : 4 034 Arbitrage : István Kovács Arbitre vidéo : Christian Dingert |

| 5e journée             | Chypre                          | 0 - 2                         | Russie                                          | GSP Stadium, Nicosie                                                                                      | |
| 4 septembre 2021 18h00 |                                 | (0 - 1)                       | 6e Ierokhine · 55e Jemaletdinov                 | Spectateurs : 1 645 Arbitrage : Alejandro Hernández Hernández Arbitre vidéo : José María Sánchez Martínez | Spectateurs : 1 645 Arbitrage : Alejandro Hernández Hernández Arbitre vidéo : José María Sánchez Martínez |
| 4 septembre 2021 18h00 | Artymatás 45+1e · Kateláris 90e | Rapport (FIFA) Rapport (UEFA) | 60e Smolov · 74e Ierokhine · 90+4e Jemaletdinov | Spectateurs : 1 645 Arbitrage : Alejandro Hernández Hernández Arbitre vidéo : José María Sánchez Martínez | Spectateurs : 1 645 Arbitrage : Alejandro Hernández Hernández Arbitre vidéo : José María Sánchez Martínez |

|       | Slovénie          | 1 - 0                         | Malte                                                  | Stadion Stožice, Ljubljana                                                  |                                                                             |
| 18h00 | Lovrić 44e (pen.) | (1 - 0)                       |                                                        | Spectateurs : 4 571 Arbitrage : Andris Treimanis Arbitre vidéo : Kevin Blom | Spectateurs : 4 571 Arbitrage : Andris Treimanis Arbitre vidéo : Kevin Blom |
| 18h00 | Kurtić 12e        | Rapport (FIFA) Rapport (UEFA) | 43e Pepe · 45e Satariano · 77e Montebello · 86e Muscat | Spectateurs : 4 571 Arbitrage : Andris Treimanis Arbitre vidéo : Kevin Blom | Spectateurs : 4 571 Arbitrage : Andris Treimanis Arbitre vidéo : Kevin Blom |

|       | Slovaquie                   | 0 - 1                         | Croatie      | Tehelné pole, Bratislava                                                     |                                                                              |
| 20h45 |                             | (0 - 0)                       | 86e Brozović | Spectateurs : 9 047 Arbitrage : Bartosz Frankowski Arbitre vidéo : Paweł Gil | Spectateurs : 9 047 Arbitrage : Bartosz Frankowski Arbitre vidéo : Paweł Gil |
| 20h45 | Pekarík 38e · Boženík 90+3e | Rapport (FIFA) Rapport (UEFA) | 90+3e Ivušić | Spectateurs : 9 047 Arbitrage : Bartosz Frankowski Arbitre vidéo : Paweł Gil | Spectateurs : 9 047 Arbitrage : Bartosz Frankowski Arbitre vidéo : Paweł Gil |

| 6e journée             | Croatie                                 | 3 - 0                         | Slovénie    | Stade de Poljud, Split                                                            |                                                                                   |
| 7 septembre 2021 20h45 | Livaja 33e · Pašalić 66e · Vlašić 90+4e | (1 - 0)                       |             | Spectateurs : 16 237 Arbitrage : Clément Turpin Arbitre vidéo : François Letexier | Spectateurs : 16 237 Arbitrage : Clément Turpin Arbitre vidéo : François Letexier |
| 7 septembre 2021 20h45 |                                         | Rapport (FIFA) Rapport (UEFA) | 90+1e Bijol | Spectateurs : 16 237 Arbitrage : Clément Turpin Arbitre vidéo : François Letexier | Spectateurs : 16 237 Arbitrage : Clément Turpin Arbitre vidéo : François Letexier |

|       | Russie                          | 2 - 0                         | Malte                    | Otkrytie Arena, Moscou                                                            |                                                                                   |
| 20h45 | Smolov 10e · Bakaïev 84e (pen.) | (1 - 0)                       |                          | Spectateurs : 10 508 Arbitrage : Ali Palabıyık Arbitre vidéo : Abdulkadir Bitigen | Spectateurs : 10 508 Arbitrage : Ali Palabıyık Arbitre vidéo : Abdulkadir Bitigen |
| 20h45 | Al. Mirantchouk 50e             | Rapport (FIFA) Rapport (UEFA) | 68e Borg · 83e Camenzuli | Spectateurs : 10 508 Arbitrage : Ali Palabıyık Arbitre vidéo : Abdulkadir Bitigen | Spectateurs : 10 508 Arbitrage : Ali Palabıyık Arbitre vidéo : Abdulkadir Bitigen |

|       | Slovaquie                   | 2 - 0                         | Chypre                    | Tehelné pole, Bratislava                                                           |                                                                                    |
| 20h45 | Schranz 55e · Koscelník 77e | (0 - 0)                       |                           | Spectateurs : 6 762 Arbitrage : Aliyar Aghayev Arbitre vidéo : Massimiliano Irrati | Spectateurs : 6 762 Arbitrage : Aliyar Aghayev Arbitre vidéo : Massimiliano Irrati |
| 20h45 | Hancko 90+2e                | Rapport (FIFA) Rapport (UEFA) | 43e Avraám · 63e Soteriou | Spectateurs : 6 762 Arbitrage : Aliyar Aghayev Arbitre vidéo : Massimiliano Irrati | Spectateurs : 6 762 Arbitrage : Aliyar Aghayev Arbitre vidéo : Massimiliano Irrati |

| 7e journée           | Chypre                     | 0 - 3                         | Croatie                                     | AEK Arena, Larnaca                                                            |                                                                               |
| 8 octobre 2021 20h45 |                            | (0 - 1)                       | 45+2e Perišić · 80e Gvardiol · 90+2e Livaja | Spectateurs : 2 333 Arbitrage : Michael Oliver Arbitre vidéo : Chris Kavanagh | Spectateurs : 2 333 Arbitrage : Michael Oliver Arbitre vidéo : Chris Kavanagh |
| 8 octobre 2021 20h45 | Artymatás 33e · Avraám 44e | Rapport (FIFA) Rapport (UEFA) | 33e Kovačić · 61e Stanišić                  | Spectateurs : 2 333 Arbitrage : Michael Oliver Arbitre vidéo : Chris Kavanagh | Spectateurs : 2 333 Arbitrage : Michael Oliver Arbitre vidéo : Chris Kavanagh |

|       | Malte                        | 0 - 4                         | Slovénie                                | Ta' Qali Stadium, Ta' Qali                                                              |                                                                                         |
| 20h45 |                              | (0 - 1)                       | 27e 60e Iličić · 49e Šporar · 67e Šeško | Spectateurs : 3 967 Arbitrage : Tasos Sidiropoulos Arbitre vidéo : Ioannis Papadopoulos | Spectateurs : 3 967 Arbitrage : Tasos Sidiropoulos Arbitre vidéo : Ioannis Papadopoulos |
| 20h45 | J. Mbong 66e · Satariano 88e | Rapport (FIFA) Rapport (UEFA) |                                         | Spectateurs : 3 967 Arbitrage : Tasos Sidiropoulos Arbitre vidéo : Ioannis Papadopoulos | Spectateurs : 3 967 Arbitrage : Tasos Sidiropoulos Arbitre vidéo : Ioannis Papadopoulos |

|       | Russie             | 1 - 0                         | Slovaquie                 | Ak Bars Arena, Kazan                                                                      |                                                                                           |
| 20h45 | Škriniar 24e (csc) | (1 - 0)                       |                           | Spectateurs : 9 588 Arbitrage : Antonio Mateu Lahoz Arbitre vidéo : Juan Martínez Munuera | Spectateurs : 9 588 Arbitrage : Antonio Mateu Lahoz Arbitre vidéo : Juan Martínez Munuera |
| 20h45 | Barinov 84e        | Rapport (FIFA) Rapport (UEFA) | 52e Kucka · 88e Hrošovský | Spectateurs : 9 588 Arbitrage : Antonio Mateu Lahoz Arbitre vidéo : Juan Martínez Munuera | Spectateurs : 9 588 Arbitrage : Antonio Mateu Lahoz Arbitre vidéo : Juan Martínez Munuera |

| 8e journée            | Chypre                                         | 2 - 2                         | Malte                            | AEK Arena, Larnaca                                                            |                                                                               |
| 11 octobre 2021 18h00 | Papoulis 7e · Sotiríou 80e                     | (1 - 0)                       | 53e Z. Muscat · 90+8e Degabriele | Spectateurs : 1 405 Arbitrage : Dennis Higler Arbitre vidéo : Allard Lindhout | Spectateurs : 1 405 Arbitrage : Dennis Higler Arbitre vidéo : Allard Lindhout |
| 11 octobre 2021 18h00 | Demetriou 58e · Sotiríou 90+1e · Ioannou 90+7e | Rapport (FIFA) Rapport (UEFA) | 81e Teuma                        | Spectateurs : 1 405 Arbitrage : Dennis Higler Arbitre vidéo : Allard Lindhout | Spectateurs : 1 405 Arbitrage : Dennis Higler Arbitre vidéo : Allard Lindhout |

|       | Croatie                   | 2 - 2                         | Slovaquie                                        | Stade Gradski vrt, Osijek                                                     |                                                                               |
| 20h45 | Kramarić 25e · Modrić 71e | (1 - 2)                       | 20e Schranz · 45e Haraslin                       | Spectateurs : 9 926 Arbitrage : Ovidiu Hategan Arbitre vidéo : Marco Di Bello | Spectateurs : 9 926 Arbitrage : Ovidiu Hategan Arbitre vidéo : Marco Di Bello |
| 20h45 | Barišić 90e               | Rapport (FIFA) Rapport (UEFA) | 69e Kucka · 70e Rodák · 80e Schranz · 89e Hancko | Spectateurs : 9 926 Arbitrage : Ovidiu Hategan Arbitre vidéo : Marco Di Bello | Spectateurs : 9 926 Arbitrage : Ovidiu Hategan Arbitre vidéo : Marco Di Bello |

|       | Slovénie                                                                            | 1 - 2                         | Russie                    | Stadion Ljudski vrt, Maribor                                                    |                                                                                 |
| 20h45 | Iličić 40e                                                                          | (1 - 2)                       | 28e Diveïev · 32e Djikiya | Spectateurs : 6 524 Arbitrage : Artur Soares Dias Arbitre vidéo : João Pinheiro | Spectateurs : 6 524 Arbitrage : Artur Soares Dias Arbitre vidéo : João Pinheiro |
| 20h45 | Šporar 1e · Gnezda Čerin 27e · Verbič 51e · Bijol 77e · Rogelj 90+2e · Lovrić 90+6e | Rapport (FIFA) Rapport (UEFA) | 42e Soutormine            | Spectateurs : 6 524 Arbitrage : Artur Soares Dias Arbitre vidéo : João Pinheiro | Spectateurs : 6 524 Arbitrage : Artur Soares Dias Arbitre vidéo : João Pinheiro |

| 9e journée             | Russie                                                                        | 6 - 0   | Chypre | Stade de Saint-Pétersbourg, Saint-Pétersbourg                                      |                                                                                    |
| 11 novembre 2021 18h00 | Ierokhine 4e 87e · Smolov 55e · Mostovoï 56e · Soutormine 62e · Zabolotny 82e | (1 - 0) |        | Spectateurs : 10 108 Arbitrage : Daniel Stefański Arbitre vidéo : Paweł Raczkowski | Spectateurs : 10 108 Arbitrage : Daniel Stefański Arbitre vidéo : Paweł Raczkowski |
| 11 novembre 2021 18h00 | Rapport (FIFA) Rapport (UEFA)                                                 |         |        | Spectateurs : 10 108 Arbitrage : Daniel Stefański Arbitre vidéo : Paweł Raczkowski | Spectateurs : 10 108 Arbitrage : Daniel Stefański Arbitre vidéo : Paweł Raczkowski |

|       | Malte              | 1 - 7                         | Croatie                                                                                 | Ta' Qali Stadium, Ta' Qali                                                      |                                                                                 |
| 20h45 | Brozović 31e (csc) | (1 - 4)                       | 6e Perišić · 22e Ćaleta-Car · 39e Pašalić · 45+1e Modrić · 47e 64e Majer · 53e Kramarić | Spectateurs : 4 581 Arbitrage : Deniz Aytekin Arbitre vidéo : Christian Dingert | Spectateurs : 4 581 Arbitrage : Deniz Aytekin Arbitre vidéo : Christian Dingert |
| 20h45 | Pepe 79e           | Rapport (FIFA) Rapport (UEFA) |                                                                                         | Spectateurs : 4 581 Arbitrage : Deniz Aytekin Arbitre vidéo : Christian Dingert | Spectateurs : 4 581 Arbitrage : Deniz Aytekin Arbitre vidéo : Christian Dingert |

|       | Slovaquie                     | 2 - 2                         | Slovénie                         | Stade Antona-Malatinského, Trnava                                                |                                                                                  |
| 20h45 | Duda 58e (pen.) · Strelec 74e | (0 - 2)                       | 18e Zajc · 26e Mevlja            | Spectateurs : 2 726 Arbitrage : Mattias Gestranius Arbitre vidéo : Mete Kalkavan | Spectateurs : 2 726 Arbitrage : Mattias Gestranius Arbitre vidéo : Mete Kalkavan |
| 20h45 | Almási 20e · Pekarík 30e      | Rapport (FIFA) Rapport (UEFA) | 27e, 57e Blažič · 80e Stojanović | Spectateurs : 2 726 Arbitrage : Mattias Gestranius Arbitre vidéo : Mete Kalkavan | Spectateurs : 2 726 Arbitrage : Mattias Gestranius Arbitre vidéo : Mete Kalkavan |

| 10e journée            | Croatie                  | 1 - 0                         | Russie                    | Stade de Poljud, Split                                                         |                                                                                |
| 14 novembre 2021 15h00 | Koudriachov 81e (csc)    | (0 - 0)                       |                           | Spectateurs : 30 257 Arbitrage : Danny Makkelie Arbitre vidéo : Pol van Boekel | Spectateurs : 30 257 Arbitrage : Danny Makkelie Arbitre vidéo : Pol van Boekel |
| 14 novembre 2021 15h00 | Livaja 89e · Grbić 90+3e | Rapport (FIFA) Rapport (UEFA) | 51e Golovine · 55e Smolov | Spectateurs : 30 257 Arbitrage : Danny Makkelie Arbitre vidéo : Pol van Boekel | Spectateurs : 30 257 Arbitrage : Danny Makkelie Arbitre vidéo : Pol van Boekel |

|       | Malte                                                             | 0 - 6                         | Slovaquie                                      | Ta' Qali Stadium, Ta' Qali                                             |                                                                        |
| 15h00 |                                                                   | (0 - 3)                       | 6e 16e Rusnák · 7e 69e 80e Duda · 71e De Marco | Spectateurs : 3 293 Arbitrage : Fran Jović Arbitre vidéo : Duje Stukan | Spectateurs : 3 293 Arbitrage : Fran Jović Arbitre vidéo : Duje Stukan |
| 15h00 | Satariano 5e · Camenzuli 43e, 46e · Teuma 50e, 50e · J. Mbong 51e | Rapport (FIFA) Rapport (UEFA) |                                                | Spectateurs : 3 293 Arbitrage : Fran Jović Arbitre vidéo : Duje Stukan | Spectateurs : 3 293 Arbitrage : Fran Jović Arbitre vidéo : Duje Stukan |

|       | Slovénie                      | 2 - 1                         | Chypre                                     | Stadion Stožice, Ljubljana                                                    |                                                                               |
| 15h00 | Zajc 48e · Čerin 84e          | (0 - 0)                       | 89e Kakoullís                              | Spectateurs : 5 117 Arbitrage : Sergueï Ivanov Arbitre vidéo : Vitali Mechkov | Spectateurs : 5 117 Arbitrage : Sergueï Ivanov Arbitre vidéo : Vitali Mechkov |
| 15h00 | Kurtić 31e · Stojanović 45+3e | Rapport (FIFA) Rapport (UEFA) | 36e Andréou · 40e Artymatás · 83e Kástanos | Spectateurs : 5 117 Arbitrage : Sergueï Ivanov Arbitre vidéo : Vitali Mechkov | Spectateurs : 5 117 Arbitrage : Sergueï Ivanov Arbitre vidéo : Vitali Mechkov |

## Buteurs
| Position | Joueur     | Pays      | Buts |
| -------- | ---------- | --------- | ---- |
| 1        | Dziouba    | Russie    | 3    |
| 2        | Škriniar   | Slovaquie | 2    |
| 2        | Fernandes  | Russie    | 2    |
| 3        | Mbong      | Malte     | 1    |
| 3        | Gambin     | Malte     | 1    |
| 3        | Santariano | Malte     | 1    |
| 3        | Sobolev    | Russie    | 1    |
| 3        | Lovrić     | Slovénie  | 1    |
| 3        | Iličić     | Slovénie  | 1    |
| 3        | Pašalić    | Croatie   | 1    |
| 3        | Perišić    | Croatie   | 1    |
| 3        | Modrić     | Croatie   | 1    |
| 3        | Brekalo    | Croatie   | 1    |
| 3        | Strelec    | Slovaquie | 1    |
| 3        | Mak        | Slovaquie | 1    |
| 3        | Píttas     | Chypre    | 1    |

CSC
| Position | Joueur | Pays | CSC |
| -------- | ------ | ---- | --- |
| 1        |        |      |     |

## Discipline
Un joueur est automatiquement suspendu pour le match suivant:
- S'il cumule deux avertissements (cartons jaunes) lors de deux matchs différents.
- S'il se voit décerner une exclusion de terrain (carton rouge). 
  - En cas d’infraction grave, l’Instance de contrôle, d’éthique et de discipline de l'UEFA est habilitée à aggraver la sanction, y compris en l'étendant à d'autres compétitions.

| Joueurs               | Cartons                                                                                         | Suspensions                                       |
| --------------------- | ----------------------------------------------------------------------------------------------- | ------------------------------------------------- |
| Marko Rog             | 6e journée de Ligue des nations, contre Portugal (17 novembre 2020)                             | 1re journée, contre Slovénie (24 mars 2021)       |
| Miha Mevlja           | 1re journée, contre Croatie (24 mars 2021) · 2e journée, contre Russie (27 mars 2021)           | 3e journée, contre Chypre (30 mars 2021)          |
| Domagoj Vida          | 1re journée, contre Slovénie (24 mars 2021) · 3e journée, contre Malte (30 mars 2021)           | 4e journée, contre Russie (1er septembre 2021)    |
| Rifat Jemaletdinov    | 1re journée, contre Malte (24 mars 2021) · 3e journée, contre Slovaquie (30 mars 2021)          | 4e journée, contre Croatie (1er septembre 2021)   |
| Jasmin Kurtić         | 1re journée, contre Croatie (24 mars 2021) · 3e journée, contre Chypre (30 mars 2021)           | 4e journée, contre Slovaquie (1er septembre 2021) |
| Jasmin Kurtić         | 5e journée, contre Malte (4 septembre 2021) · 8e journée, contre Russie (11 octobre 2021)       | 9e journée, contre Slovaquie (11 novembre 2021)   |
| Constantinos Soteriou | 4e journée, contre Malte (1er septembre 2021)                                                   | 5e journée, contre Russie (4 septembre 2021)      |
| Josip Iličić          | 3e journée, contre Chypre (30 mars 2021) · 4e journée, contre Slovaquie (1er septembre 2021)    | 5e journée, contre Malte (4 septembre 2021)       |
| Ryan Camenzuli        | 2e journée, contre Slovaquie (27 mars 2021) · 6e journée, contre Russie (7 septembre 2021)      | 7e journée, contre Slovénie (8 octobre 2021)      |
| Alekseï Mirantchouk   | 2e journée, contre Slovénie (27 mars 2021) · 6e journée, contre Malte (7 septembre 2021)        | 7e journée, contre Slovaquie (8 octobre 2021)     |
| Mateo Kovačić         | 2e journée, contre Chypre (27 mars 2021) · 7e journée, contre Chypre (8 octobre 2021)           | 8e journée, contre Slovaquie (11 octobre 2021)    |
| Kostákis Artymatás    | 5e journée, contre Russie (4 septembre 2021) · 7e journée, contre Croatie (8 octobre 2021)      | 8e journée, contre Malte (11 octobre 2021)        |
| Andreas Avraam        | 6e journée, contre Slovaquie (7 septembre 2021) · 7e journée, contre Croatie (8 octobre 2021)   | 8e journée, contre Malte (11 octobre 2021)        |
| Joseph Mbong          | 4e journée, contre Chypre (1er septembre 2021) · 7e journée, contre Slovénie (8 octobre 2021)   | 8e journée, contre Chypre (11 octobre 2021)       |
| Alexander Satariano   | 5e journée, contre Slovénie (4 septembre 2021) · 7e journée, contre Slovénie (8 octobre 2021)   | 8e journée, contre Chypre (11 octobre 2021)       |
| Dávid Hancko          | 6e journée, contre Chypre (7 septembre 2021) · 8e journée, contre Croatie (11 octobre 2021)     | 9e journée, contre Slovénie (11 novembre 2021)    |
| Juraj Kucka           | 7e journée, contre Russie (8 octobre 2021) · 8e journée, contre Croatie (11 octobre 2021)       | 9e journée, contre Slovénie (11 novembre 2021)    |
| Ivan Schranz          | 4e journée, contre Slovénie (1er septembre 2021) · 8e journée, contre Croatie (11 octobre 2021) | 9e journée, contre Slovénie (11 novembre 2021)    |
| Jaka Bijol            | 6e journée, contre Croatie (7 septembre 2021) · 8e journée, contre Russie (11 octobre 2021)     | 9e journée, contre Slovaquie (11 novembre 2021)   |
| Adam Gnezda Čerin     | 4e journée, contre Slovaquie (1er septembre 2021) · 8e journée, contre Russie (11 octobre 2021) | 9e journée, contre Slovaquie (11 novembre 2021)   |
| Borna Barišić         | 1re journée, contre Slovénie (24 mars 2021) · 8e journée, contre Slovaquie (11 octobre 2021)    | 9e journée, contre Malte (11 novembre 2021)       |
| Miha Blažič           | 9e journée, contre Slovaquie (11 novembre 2021)                                                 | 10e journée, contre Chypre (14 novembre 2021)     |
| Enrico Pepe           | 5e journée, contre Slovénie (4 septembre 2021) · 9e journée, contre Croatie (11 novembre 2021)  | 10e journée, contre Slovaquie (14 novembre 2021)  |
| Peter Pekarík         | 5e journée, contre Croatie (4 septembre 2021) · 9e journée, contre Slovénie (11 novembre 2021)  | 10e journée, contre Malte (14 novembre 2021)      |